# Карл Фрідріх (герцог Гольштейн-Готторпу)
Карл Фрідріх Гольштейн-Готторпський (нім. Karl Friedrich von Schleswig-Holstein-Gottorp), (нар. 30 квітня 1700 — пом. 18 червня 1739) — герцог Шлезвіг-Гольштейн-Готторпу, син попереднього правителя Готторпу Фрідріха IV та шведської принцеси Ядвіґи Софії, батько російського імператора Петра III.

## Біографія
Карл Фрідріх народився 30 квітня 1700 року у Стокгольмі. Він був єдиною дитиною в родині герцога Гольштейн-Готторпу Фрідріха IV та його дружини Ядвіґи Софії Шведської. 
Батько загинув під час Північної війни влітку 1702. Таким чином, у віці 2 років Карл Фрідріх успадкував герцогство Гольштейн-Готторпське. Регентами стали його матір та дядько Крістіан Август. 1708 хлопець захворів на віспу. Матір, опікуючись ним, померла у грудні. Виріс Карл Фрідріх при шведському дворі. Його вихованням надалі займалася прабабуся Ядвіґа Елеонора, вдовіюча королева Швеції. Він був її улюбленцем. Описували герцога як зіпсованого, розбещеного, апатичного, хворобливого юнака.
Після смерті дядька Карла XII у 1718, претендував на шведський трон, проте тітка Ульріка Елеонора перебрала владу на себе. 
У травні 1719 залишив країну, подавшись до дядька у Гамбург. Звідти перебрався до Росії. 23 листопада 1724 підписав контракт на укладення шлюбу із старшою донькою імператора Петра I Анною. За два місяці Петро I помер, імператрицею стала його дружина Катерина I. За її правління і відбулося вінчання. Церемонія пройшла 21 травня 1725 у Троїцькій церкві.
Карл Фрідріх увійшов до складу Верховної таємної ради та був дуже впливовим. Однак становище змінилося після смерті Катерини I у травні 1727. Фактична влада перейшла до князя Меншикова, який сприяв усуненню можливих кандидатур на російський престол, маючи намір породичатися з малолітнім Петром II. 25 липня 1727 Карл Фрідріх із Анною, що була вагітна, залишили Росію і переїхали до Гольштейн-Готторпу. 21 лютого 1728 у місті Кіль, що на березі Балтики, герцогиня народила сина. За кілька тижнів Анна померла. Карл Фрідріх присвятив подальше життя забезпеченню позицій сина, як майбутнього монарха.
У 1731 у герцога народилась позашлюбна донька, яку він визнав офіційно.
Помер у віці 39 років 18 червня 1739 у селищі Рольфсхаґен. Похований в абатстві августинців-каноників Бордесхольм. 
Гольштейн-Готторп успадкував його син, що правив під опікою дядька Адольфа Фредеріка до від'їзду до Росії у 1742.

## Родина
Дружина — Анна Петрівна
Діти:

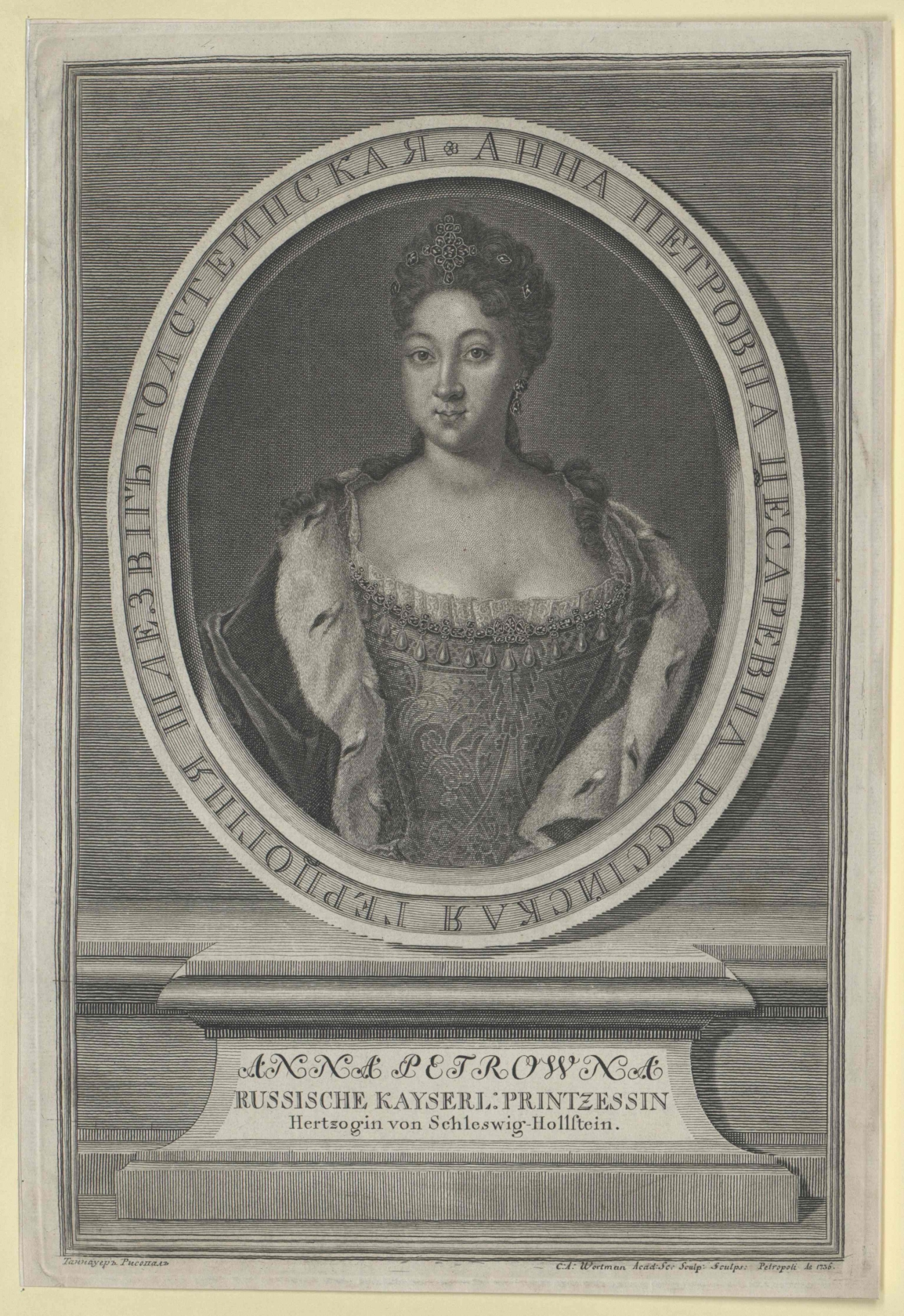
Анна Петрівна

- Карл Петер Ульріх (1728—1768) — наступний герцог Гольштейн-Готторпу у 1739—1762, імператор Росії у 1761—1762 роках під іменем Петра III, був одружений із Софією Фредерікою Ангальт-Цербстською, мав сина та доньку.

Позашлюбні:
- Фредеріка Кароліна фон Карольс (1731—1804) — дружина барона Давіда Райнхольда фон Сіверса, мала семеро дітей.[1]